# Spletni panel
Spletni panel je skupina oseb - respondentov, ki so pripravljeni sodelovati v različnih oblikah raziskav, v prvi vrsti na spletu. Oseba postane respondent oziroma član panela – panelist tako, da se včlani v eno izmed skupnosti, ki ponujajo tovrstne storitve. Vsaka oseba ob včlanitvi skrbnikom panela zaupa določene demografske in druge podatke (življenjski stil, medijska potrošnja itd.). Ti podatki so osnova za povabilo panelistov k posameznim raziskavam.

## Klasični paneli
Panelne raziskave v klasičnem smislu so raziskave v katerih je isti vzorec ljudi, ki je reprezentativen za določeno populacijo, redno vključen v razne oblike anketiranja (anketni vprašalniki po pošti, telefonsko anketiranje, osebno aketiranje, fokusne skupine,…).

## Komuniciranje s člani spletnega panela
Osnoven kanal komuniciranja med člani spletnega panela in skrbniki je internet oziroma spletna stran, ki je namenjena članom spletnega panela ter elektronska sporočila. 
Na spletni strani se lahko zainteresirane osebe včlanijo v spletni panel, možno je spremljanje rezultatov preteklih raziskav, aktivni člani spletnega panela lahko preverijo če so na razpolago kakšne nove raziskave, koliko nagrad so prejeli itd.
S pomočjo elektronske pošte skrbnik spletnega panela k sodelovanju v raziskavah povabi izbrane člane spletnega panela, obvešča jih o novostih na spletni strani panela ipd.

## Demografski profili članov
Ob včlanitvi v spletni panel se vsakega novega člana prosi, da skrbnikom spletnega panela zaupa osnovne demografske podatke. Zbrane podatke skrbniki spletnih panelov uporabljajo za izbor najbolj primernih članov spletnega panela za posamezno raziskavo. 

## Prednost spletnih panelov
Prednosti spletnih panelov se izražajo pred vsem v končni ceni celotne raziskave, hitrosti zbiranja podatkov ter možnosti doseganja specifičnih družbenih skupin, ki so s klasičnimi načini anketiranja nedosegljivi (vodilni delavci, ljudje z višjimi prihodki,…). Prav tako omogočajo veliko fleksibilnost pri dostopanju do ciljnih populacij. Nadaljnja prednost spletnih panelov je možnost interaktivnega oblikovanja vprašalnikov.

## Slabosti spletnih panelov
Slabosti spletnih panelov izhajajo pred vsem iz naslova vzorčenja. Velik problem pri vzorčenju namreč predstavlja problem nepokritja (no coverage error). Posamezni segmenti družbe namreč niso navzoči na spletu. Prav tako se vsi, ki uporabljajo splet, ne včlanijo v panela. Problem oblikovanja vzorcev predstavlja tudi odsotnost enotnega vzorčnega okvirja (pri klasičnih oblikah raziskovanja v ta namen služita telefonski imenik ali pa register volilnih upravičencev). Zaradi odsotnosti enotnega vzorčnega okvirja je nemogoče oblikovati verjetnosti vzorec, zato večina raziskovalnih agencij uporablja kvotno vzorčenje.
Pomanjkljivost spletnega anketiranja je tudi relativno kratka zgodovina tega načina zbiranja podatkov. To ima za posledico pomanjkanje in neenotnost teoretskih osnov za tovrstno pridobivanje podatkov, storitve še niso standardizirane, mnogi raziskovalci zaradi problemov vzorčenja takšen način anketiranja smatrajo kot neprimeren itd.